# Apamea mixta
Apamea mixta är en fjärilsart som beskrevs av Augustus Radcliffe Grote 1880. Apamea mixta ingår i släktet Apamea och familjen nattflyn. Inga underarter finns listade i Catalogue of Life.